# Luigi Carlo Farini
Luigi Carlo Farini (22. října 1812 Russi – 1. srpna 1866 Quarto) byl italský lékař, historik a politik, předseda vlády od 8. prosince 1862 do 24. března 1863.
Studoval medicínu v Bologni. V roce 1845 napsal manifest hnutí Rimini usilujícího o reformu Církevního státu. Po porážce tohoto hnutí byl osobním lékařem Jeroma Bonaparta a cestoval po Evropě. Po amnestii vyhlášené v 1846 nově zvoleným papežem Piem IX. se vrátil do Itálie, pracoval jako lékař a vykonával několik veřejných úřadů v Římě. V letech 1849-1865 byl poslancem parlamentu Piemontu za město Turín. V roce 1850 napsal radikálně kontrarevoluční brožuru Storia della stato romano dal 1815 al 1850 (Dějiny římského státu od roku 1815 do roku 1850); podporoval tehdy Cavoura, spolu s nímž se podílel na práci vlády Massima d'Azgelia jako ministr školství (od října 1851 do května 1852). V roce 1859 byl jmenován piemontským diktátorem Modeny v souvislosti se zahájením války s Rakouskem, později byl Cavourem jmenován guvernérem Neapole. Od prosince 1862 do března roku 1863 i přes špatný zdravotní stav zastával post premiéra Itálie, pak odstoupil z funkce, aby mohl pokračovat v léčbě.